# Nikša Dumanić
Nikša Dumanić je bio igrač RNK Split. Igrao je za splitske Crvene u drugoj polovici 1950-ih godina. Najčešće je bio lijevo krilo u momčadi. U prvoligaškoj sezoni 1957./58. odigrao je 15 utakmica i dao 1 gol.